# Moanammina semicircularis
Moanammina semicircularis — вид форамініфер родини Psamminidae. Описаний у 2020 році.

## Назва
Родова назва Moanammina, походить від гавайського слова, що означає «океан».

## Поширення
Поширений на сході Тихого океану. Типові зразки виявлені у розломі Кларіон-Кліппертон.